# Jens Bergensten
Jens Bergensten (Örebro, 18 maggio 1979) è un autore di videogiochi svedese.
Da dicembre 2010 ha lavorato ad un progetto della Mojang come programmatore e designer. Diventa capo designer e capo sviluppatore del videogioco Minecraft, quando Markus "Notch" Persson si dimette dalla sua posizione nel dicembre del 2011.

## Carriera
Bergensten inizia a programmare il suo primo videogioco alla età di 11 anni usando BASIC e Turbo Pascal. All'età di 21 anni lavorava per il gioco sparatutto in prima persona Quake III Arena. Ha lavorato anche come programmatore C++ e Java per la casa sviluppatrice di videogiochi Korkeken Interactive Studio, che successivamente andò in bancarotta e diventò Oblivion Entertainment. Durante quel periodo, ha guidato lo sviluppo del gioco di ruolo online Whispers in Akarra, che in seguito ha abbandonato a causa di divergenze con il team di sviluppo del progetto.
Nel 2008 si sposta a Malmö dove consegue la  laurea in informatica. Durante gli studi fonda la compagnia Oxeye Game Studio, con Daniel Brynolf e Pontus Hammarber. I tre diventano famosi grazie ai videogiochi Cobalt e Harvest: Massive Encounter.
Bergensten lavora anche per la comunità Planeto.

### Mojang
Nel novembre 2010, Bergensten è stato assunto come sviluppatore Back-end di Mojang per Scrolls. In seguito ha iniziato a programmare parti sempre più significative di Minecraft fino a diventarne il capo progettista nel dicembre 2011, subentrando a Markus Persson.

## Vita privata
Il 1 maggio del 2013 ha sposato Jenny Thornell ed il 10 dicembre 2015 ha avuto un figlio, Björn.

## Videogiochi
- Harvest: Massive Encounter (2008)
- Minecraft (2011)
- Cobalt (2016)